# Straßenbahn Nijmegen
Die Straßenbahn Nijmegen verkehrte von 1889 bis 1955. Seit Beginn des 21. Jahrhunderts bestehen Planungen, die Straßenbahn in Nijmegen und der Umgebung wieder zu reaktivieren.

## Dampfstraßenbahn und Pferdestraßenbahn

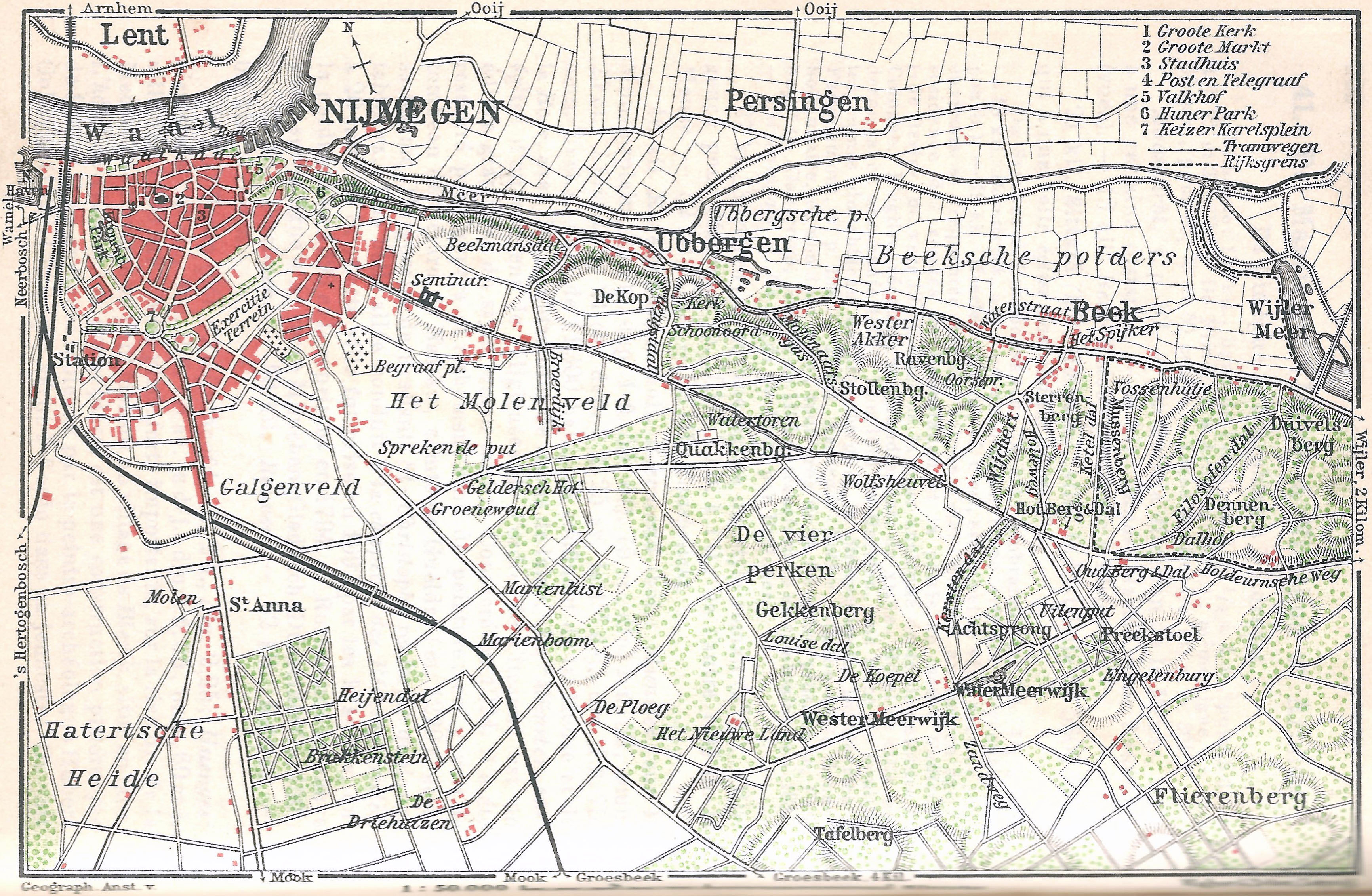
Karte von 1905 von Nijmegen und Umgebung mit den Straßenbahnstrecken nach Beek, Berg & Dal und St. Anna

Am 23. November 1888 wurde die Nijmeegsche Tram Maatschappij (NmTM) gegründet. Seit dem 30. Juni 1889 betrieb sie die schmalspurigen Dampf- und Pferdestraßenbahnen in Nijmegen. Es gab Linien nach Neerbosch, Beek, Berg en Dal und Sint Anna mit einer Gesamtlänge von 17,8 Kilometern. Die Straßenbahnen hatte eine Spurweite von 1067 mm (Kapspur).
Folgende Strecken wurden eröffnet:
- Neerbosch – Hees – Nijmegen – Ubbergen – Beek, eröffnet am 30. Juni 1889,
- Nijmegen – Berg en Dal (Hotel), eröffnet am 10. Mai 1891 und
- Nijmegen – Sint Anna, eröffnet am 2. Juni 1897.

Ab 1. Januar 1913 wurde die Linie Nijmegen – Neerbosch durch die Stoomtram von Maas und Waal mitbetrieben, zum 1. Januar 1916 übernahm diese Gesellschaft die Linie als Teil der Linie Nijmegen – Wamel. Von 1913 bis 1944 betrieb sie auch die Überlandstraßenbahnlinie von Venlo nach Nijmegen über den Maas-Buurtspoorweg und deren Nebenstrecke nach Sint Anna.
Von 1909 bis 1941 betrieb die Betuwsche Stoomtramweg-Maatschappij zwei Linien (über Elst und über Bemmel und Huissen) von der fliegenden Brücke in Lent und der Fähre in Elden.

## Elektrische Straßenbahn

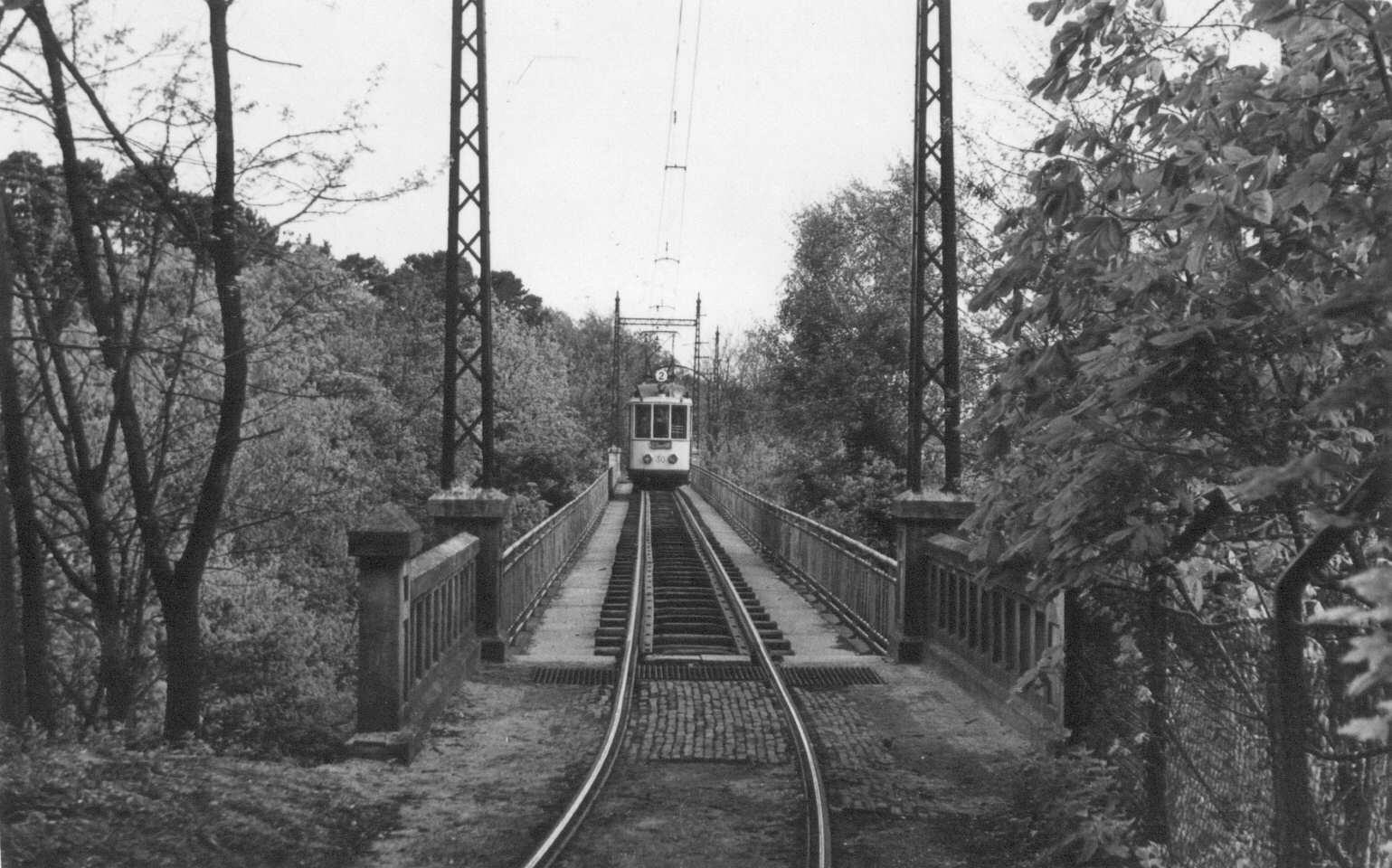
Bergspoor (Bergbahn), 1950

Die Gemeentetram Nijmegen (GTN) wurde am 4. Juni 1911 gegründet. 1911–1912 übernahm sie die NMTM. Die Gemeentetram Nijmegen betrieb elektrische Straßenbahnen, für die sie die außergewöhnliche Oberleitungsspannung von 800 Volt Gleichspannung wählte.
Ab Juni 1911 sind folgende elektrische Straßenbahnlinien eröffnet worden:
- Linie 1: Franckenstraat – Keizer-Karel-Platz, am 4. Juni 1911 eingeweiht, eine Woche später nach St. Anna und im Jahr 1919 nach Hengstdal verlängert.
- Linie 2: Hunerpark – Beek. Sie wurde am 1. Januar 1912 in Betrieb genommen und ein Jahr später nach Berg en Dal verlängert. In Beek konnte vom 1. Dezember 1912 bis einige Jahre nach dem Zweiten Weltkrieg zur Straßenbahn nach Kleve umgestiegen werden.[1]
- Linie 3: Bahnhof Nijmegen – Korenbeurs – Hees, am 17. Juni 1922 eröffnet.
- Im Jahr 1943 gab es noch einige Zeit Verstärkerlinien mit den Liniennummern 4 und 5 (auf den Linien 1 bzw. 3).

Die Straßenbahnlinie nach Berg en Dal war von steilen Hängen gekennzeichnet und wurde daher auch als die Bergspoor (zu Deutsch: Bergbahn) bekannt. Dies war auch die steilste Straßenbahn der Niederlande. Zwischen den Endpunkten in Beek und in Berg en Dal musste die Straßenbahn einen großen Höhenunterschied überwinden, was über ein Schleifenviadukt realisiert wurde. Dieses im Jahr 1912 erbaute Viadukt war eine der ersten Betonkonstruktionen in den Niederlanden. 
Im Jahre 1952 wurde die Linie 1 auf O-Bus-Betrieb umgestellt. Die Linien 2 und 3 wurden im Jahr 1955 eingestellt. Die letzten Straßenbahnen fuhren in Nijmegen am 21. November 1955. Danach wurden ihre Leistungen durch Omnibusse übernommen. Das Viadukt bei Berg en Dal stand noch bis 1969, als es wegen Baufälligkeit abgerissen werden musste. Von der Straßenbahn Nijmegen sind im Stadtbild keine Überreste erhalten. Lediglich Zeichnungen und Bilder weisen auf ihre ehemalige Existenz hin.

## Reaktivierung der Straßenbahn in Nijmegen

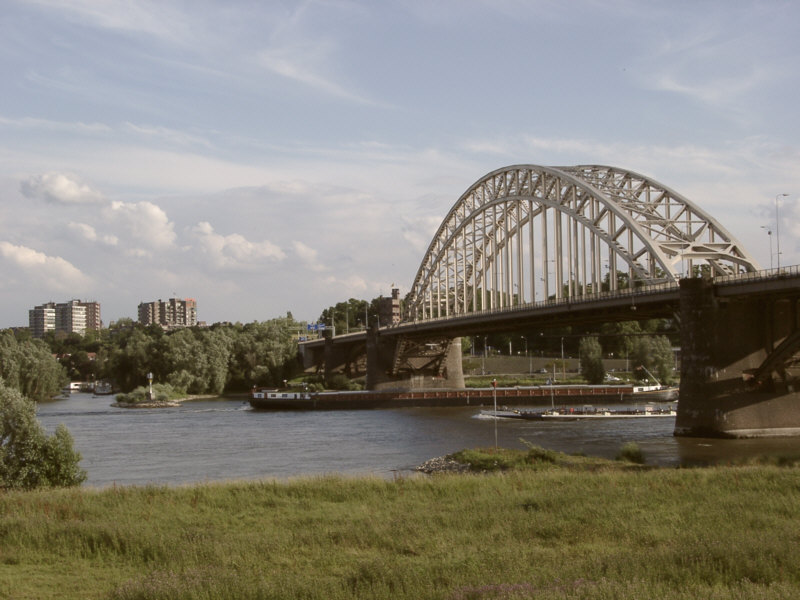
Waalbrücke

Seit einigen Jahren gibt es in Zusammenhang mit der Straßenbahnrenaissance Pläne für einen neuen Betrieb in Nijmegen. Geplant ist eine Linie von Lent über den Bahnhof in der Innenstadt zur Radboud-Universität. Daneben wird untersucht, ob eine Straßenbahnstrecke nach Kleve möglich ist. Allerdings sind die Pläne für die Stadtbahn noch in einem frühen Stadium, die Finanzierung und die Benutzbarkeit der Waalbrücke zudem unsicher. Die Deutsche Bahn plant außerdem eine Reaktivierung des Schienenverkehrs zwischen Kleve und Nijmegen, allerdings auf der grenzüberschreitenden Linksniederrheinischen Strecke. Auch so ist eine Erreichbarkeit der Radboud-Universität von Kleve aus möglich, da die Eisenbahnlinie den Bahnhof Nijmegen Heyendaal bedient, in dessen Einzugsgebiet sich die Universität befindet.